# Sint-Landricuskerk

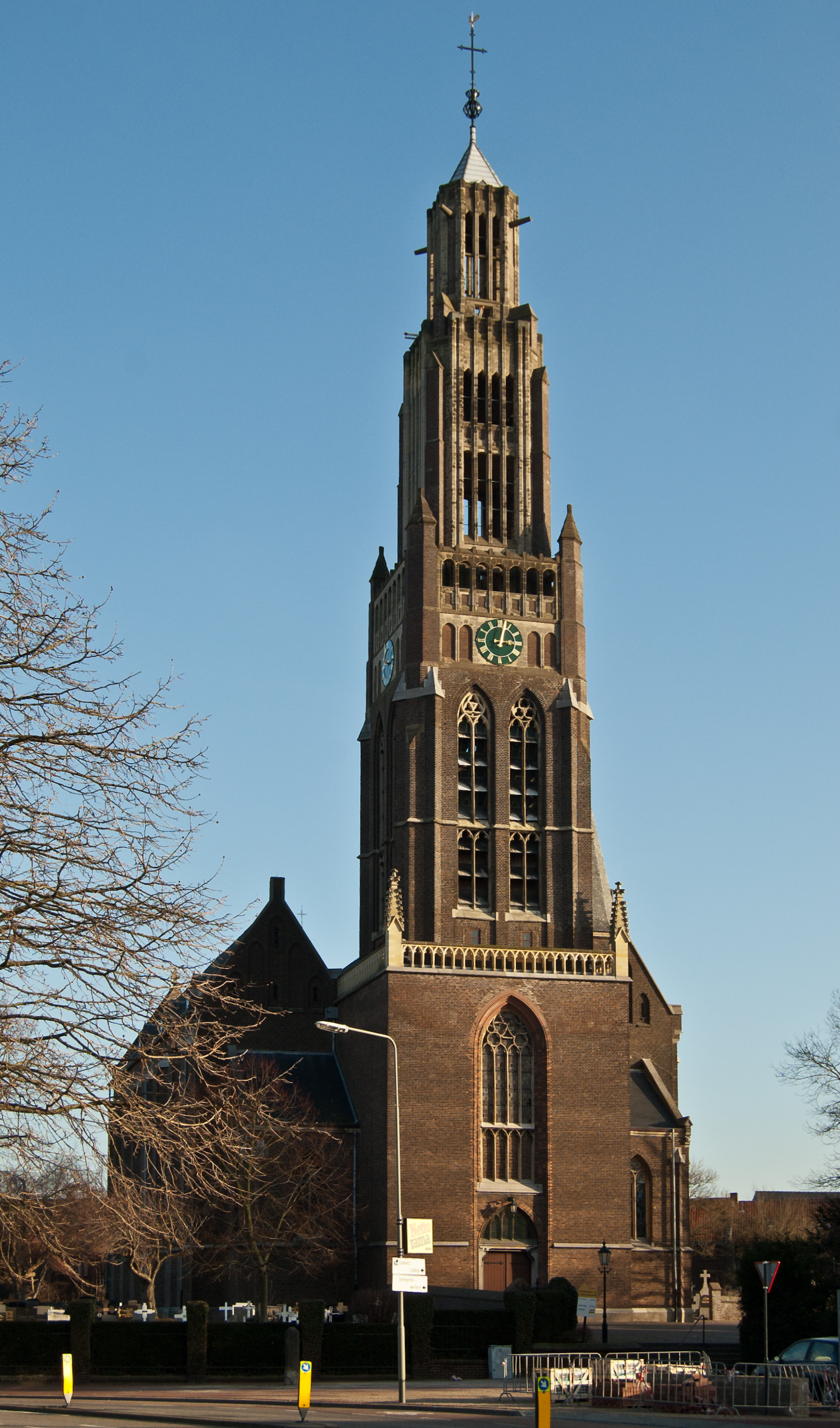
Sint-Landricuskerk

De Sint-Landricuskerk is de katholieke parochiekerk van Echt.

## Geschiedenis
De oorsprong van de parochie van Echt gaat terug tot het tijdvak 400-700, maar het oudste schriftelijke document waarin van een kerk gewag wordt gemaakt is van 928. Toen werden patronaatsrecht en tiendrecht van de parochie geschonken aan het Sint-Servaaskapittel te Maastricht.
Deze kerk was toegewijd aan Sint-Anna en mogelijk ook aan Sint-Remigius. Later werd Sint-Landricus de tweede patroonheilige en na 1722 de enige. De kerk was romaans en opgetrokken uit mergelsteen. In 1477 werd de romaanse kerk vervangen door een laatgotisch bouwwerk, terwijl het koor in 1400 werd gebouwd.
In 1873 volgde een ingrijpende verbouwing door Pierre Cuypers waarbij de kerk met twee traveeën naar het westen werd vergroot en de romaanse toren werd gesloopt om vervangen te worden door de huidige, neogotische, toren.
Einde 1944 werden de kerk en de toren sterk beschadigd door oorlogsgeweld. In 1946 volgde herstel, met uitzondering van de torenspits. In 1958 werd de betonnen torenbekroning geplaatst. In 1966 werd de kerk zwaar beschadigd door brand, en daarna hersteld. In 1992 was er schade ten gevolge van de aardbeving, welke in 1994 weer werd hersteld.

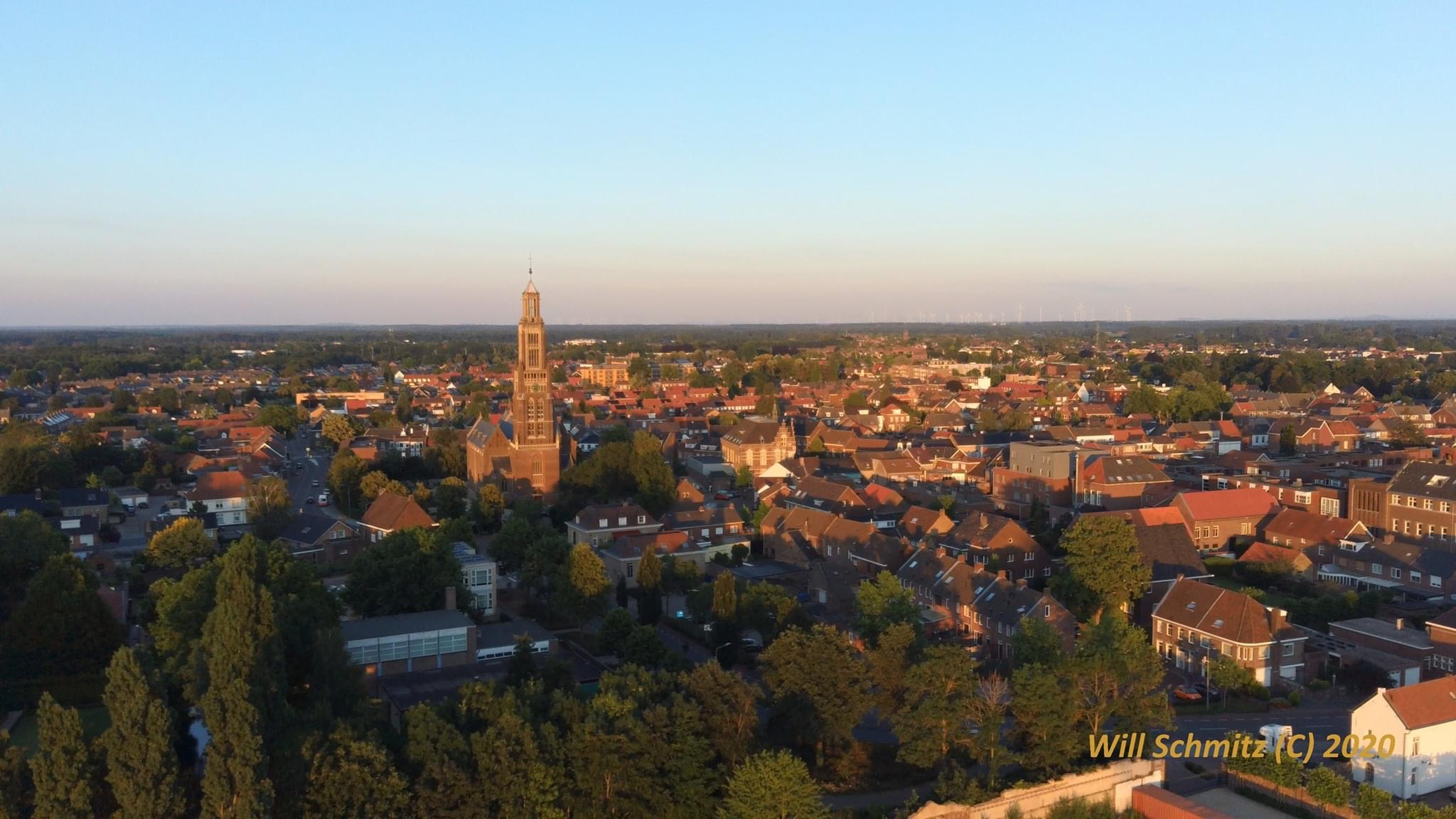

## Gebouw
Het betreft een driebeukige laatgotische hallenkerk. Twee eiken koorbanken zijn 17e-eeuws. Er zijn vier 18e-eeuwse biechtstoelen. Het marmeren doopvont is uit de 2e helft van de 17e eeuw. Mogelijk uit de 16e eeuw is een houten kruisbeeld en uit de 17e eeuw zijn een houten beeld van Sint-Marcoen en een terracotta-beeld van Sint-Franciscus. De kerk bezit een mogelijk 13e-eeuwse klok.
In 2014 werd de kerk een officieel bedevaartsoord voor de heilige Edith Stein, welke in het karmelietessenklooster van Echt verbleef. In de kerk bevindt zich een herdenkingsaltaar ter ere van Edith Stein, bestaande uit een lessenaar met drieluik van de hand van kunstenaar Karin Deneer en een vitrine met de koormantel van Edith Stein, die zij droeg toen zij in 1942 gearresteerd werd. 

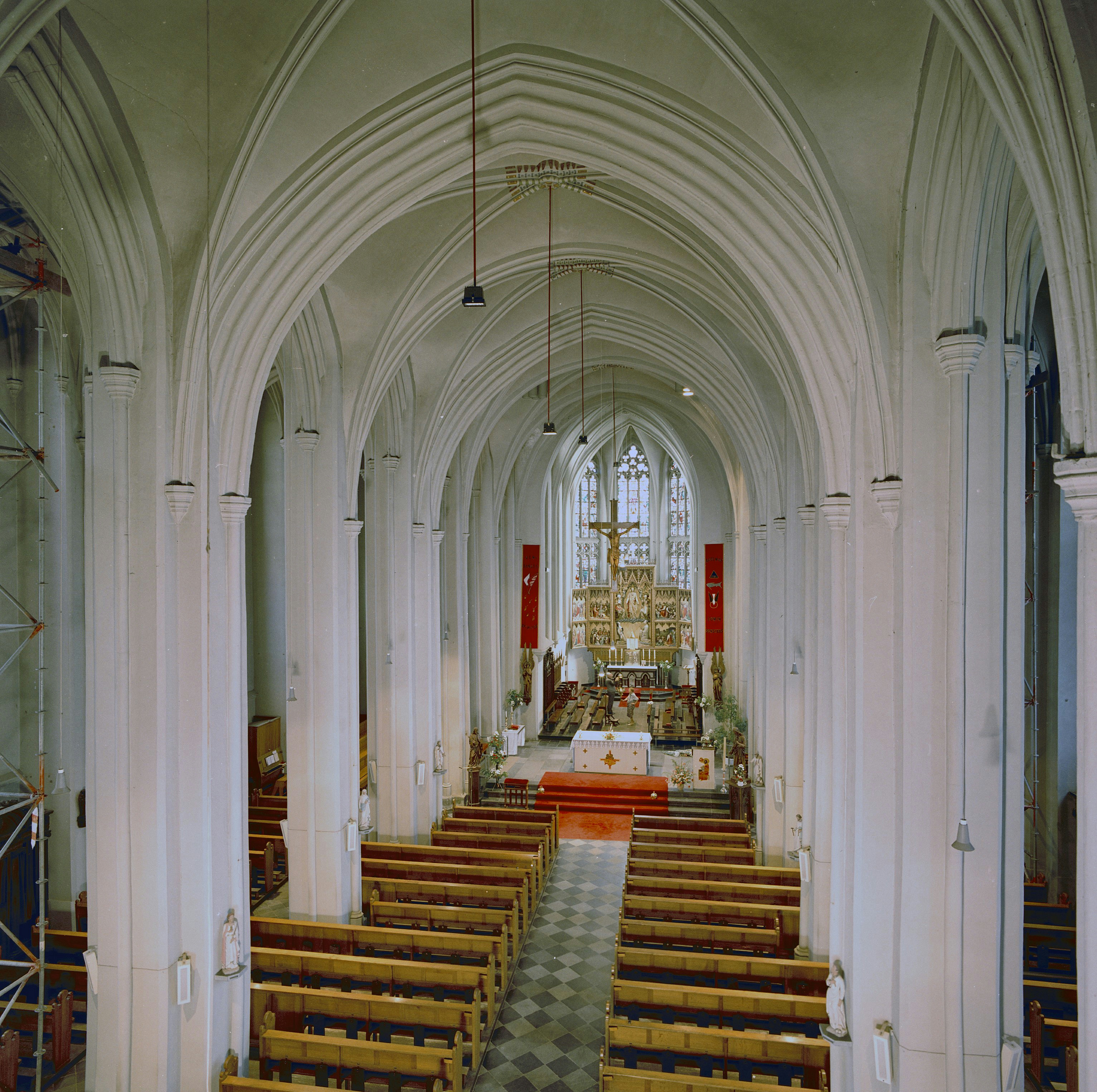
Interieur